# IC 2227
IC 2227 — галактика типу E-S0 (еліптична спіральна галактика) у сузір'ї Рись.
Цей об'єкт міститься в оригінальній редакції індексного каталогу.